# Stridulacija
Stridulácija je proizvajanje zvoka ali vibracij podlage z drgnjenjem dveh trdih, a prožnih delov telesa med seboj. To je eden od osnovnih načinov proizvajanja zvoka pri majhnih živalih, predvsem žuželkah, kjer je tudi najbolje poznan. Opisan je vsaj pri sedmih različnih redovih žuželk, znotraj katerih se je razvil večkrat ločeno in na različnih delih telesa, poleg njih pa ga uporabljajo vsaj še pajki, ribe, kače, ptiči in sesalci.
Živali, ki stridulirajo, imajo običajno posebej prilagojene strukture na telesu, t. i. stridulatorne organe, ki jih drgnejo s posebej prilagojenim vzorcem mišične aktivnosti. Posebej pri žuželkah so te strukture izredno raznolike in se lahko nahajajo praktično na vsakem paru anatomskih struktur, ki jih je možno prekrižati. V osnovi so ti organi sestavljeni tako, da je na enem delu prisoten ojačan greben (plectrum), na drugem pa vrsta zobcev oz. pila (pars stridens). Ob drgnjenju teh dveh struktur med seboj greben zadene ob vsakega ob zobcev, pri čemer strukturi zaradi prožnosti zanihata in nastane serija kratkih vibracijskih pulzov. Če je s stridulatornim organom mehansko sklopljena dovolj velika struktura, ki oddaja vibracijsko energijo v zrak (pri žuželkah ji pravimo ogledalce), nastane zvok, sicer pa le vibracije, ki se prek nog prenašajo na podlago. Z vsakim potegom grebena prek zobcev nastane serija pulzov, povezana v enoto zvoka, ki ji v bioakustiki pravijo »zlog«, zaporedje zlogov pa je »fraza«, oboje prevzeto iz glasbenega izrazja. Frekvenčne značilnosti določajo mehanske lastnosti udeleženih struktur in hitrost drgnjenja, dolžino zloga pa tudi število zobcev v vrsti. Splet teh dejavnikov je edinstven za vsako živalsko vrsto in pogosto tudi za spol, kar pomeni, da so tudi nastale vibracije ali zvoki edinstveni, to pa omogoča prepoznavanje. Posledično so tako udeležene strukture kot tudi sami zvoki uporabni v taksonomiji.
Funkcija stridulacije je raznolika. Po čirikanju, ki nastane zaradi stridulacije, so bržkone najbolj znane kobilice. Kratkotipalčnice stridulirajo z drgnjenjem pile na zadnjih nogah ob otrdelo žilo na sprednjem krilu, dolgotipalčnice, med katere spadajo tudi po oglašanju dobro znani murni, pa z drgnjenjem kril med seboj. Ti signali služijo za prepoznavanje in privabljanje spolnega partnerja. Podobno je pri škržatih, ki so sicer bolj poznani po oglašanju s timbalom, a ga nekatere vrste kombinirajo tudi s stridulacijo. Mravlje delavke stridulirajo z drgnjenjem zobcev na zadku ob greben na oprsju, to počnejo za rekrutiranje drugih delavk. Pri vretenčarjih velja stridulacija za bolj eksotičen način proizvajanja zvoka; po njej so recimo znane klopotače, kjer je stridulatorni organ v obliki roženih obročkov na konici repa, ki se ob tresenju drgnejo med seboj.